# Bradfield Highway
Pour les articles homonymes, voir Bradfield.

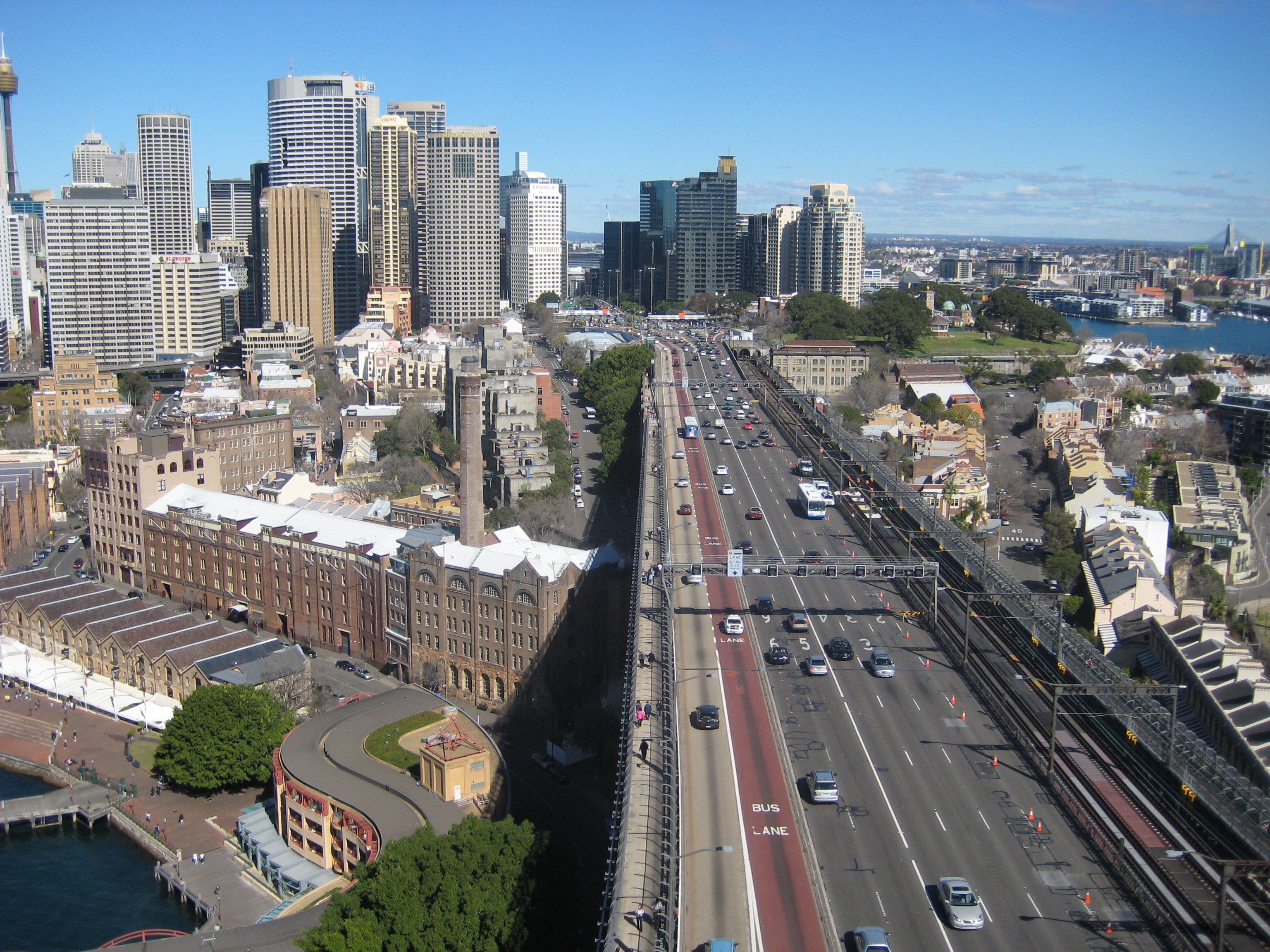
La Bradfield Highway au sud du pont de Sydney.

La Bradfield Highway est une route de Sydney, en Australie. Longue de 2,4 km, c'est une des plus courtes routes d'Australie.
La route porte le nom de John Bradfield, qui a supervisé le processus d'appel d'offres pour la construction du pont de Sydney Harbour.
Elle a été ouverte en 1932 et commence à l'extrémité nord du Western Distributor au centre de Sydney, traverse le Sydney Harbour Bridge et se termine sur la Warringah Freeway dans le quartier de Sydney nord (juste au nord de l'intersection avec la Pacific Highway). En 2001, 159 587 véhicules l'ont utilisé chaque jour.
La Bradfield Highway utilise six voies de circulation sur les huit voies du Sydney Harbour Bridge. Les deux autres sont utilisées pour la Cahill Expressway, qui ne permet de traverser la baie que dans le sens nord-sud. Aux périodes de pointe, trois des six voies peuvent être inversées, donnant les configurations possibles : 3 x 3, 2 x 4 ou 5 × 1. La valeur par défaut est de 4 × 2. (Quatre voies vers le nord, deux vers le sud) Le sens des voies est indiqué par des panneaux électroniques situés au-dessus de chaque voie. Les voies sont numérotées de une à six d'ouest en est. La configuration à six voies dans le même sens a été également utilisée avant 1990 aux heure de pointe du soir, d'un débit de 6 x 0, mais cela ne se produit plus en raison de modifications apportées pour raccorder la Warringah Freeway au Sydney Harbour Tunnel.

## Sorties et échangeurs
| Bradfield Highway                                                                                        |                          |                            |                                                                                              |
| Vers le Nord (CBD)                                                                                       | Distance à Brisbane (km) | Distance à Sydney CBD (km) | Vers le Sud (CBD)                                                                            |
| Fin de la Bradfield Highway qui continue comme Warringah Freeway vers Sydney nord / Newcastle / Brisbane | 934                      | 3                          | Début de la Bradfield Highway depuis la Warringah Freeway                                    |
| Fin de la Bradfield Highway qui continue comme Warringah Freeway vers Sydney nord / Newcastle / Brisbane | 934                      | 3                          | TOLL PLAZA                                                                                   |
| SYDNEY HARBOUR BRIDGE                                                                                    | 935                      | 2                          | SYDNEY HARBOUR BRIDGE                                                                        |
| Début de la Bradfield Highway à partir du Western Distributor                                            | 936.5                    | 0.5                        | Wollongong, Canberra Cahill Expressway                                                       |
| Début de la Bradfield Highway à partir du Western Distributor                                            | 936.5                    | 0.5                        | Fin de la Cahill Expressway continue comme la Western Distributor vers Ashfield / Parramatta |